# Arianna Lazzarini
Arianna Lazzarini (nascida em 6 de março de 1976) é uma política italiana. Ela foi eleita deputada ao Parlamento da Itália nas eleições legislativas italianas de 2018 para a Legislatura XVIII.

## Carreira
Lazzarini nasceu em 6 de março de 1976, em Monselice.
Ela foi eleita para o Parlamento Italiano nas eleições legislativas italianas de 2018, representando o Veneto 2 pela Lega Nord.